# Afroedura haackei
Afroedura haackei — вид геконоподібних ящірок родини геконових (Gekkonidae). Ендемік Південно-Африканської Республіки.

## Поширення і екологія
Afroedura haackei мешкають на північному сході Мпумаланги. Вони живуть в густій савані лоувельд, серед валунів і в тріщинах скельних виступів. Зустрічаються на висоті від 500 до 1100 м над рівнем моря.